# Luca Fazzini
Luca Fazzini (* 17. März 1995 in Lugano) ist ein Schweizer Eishockeyspieler, der seit seiner Juniorenzeit beim HC Lugano aus der Schweizer National League unter Vertrag steht und dort auf der Position des Flügelstürmers spielt.

## Karriere
Fazzini durchlief die Nachwuchsstufen beim HC Lugano und beging in der Saison 2012/13 sein Debüt in der Männermannschaft der Tessiner in der National League A (NLA). Im Januar 2016 erhielt er eine B-Lizenz für Einsätze mit den SC Rapperswil-Jona Lakers aus der National League B (NLB). Für die Saison 2016/17 wurde er mit einem Zweitspielrecht für die HCB Ticino Rockets – ebenfalls in der NLB beheimatet – ausgestattet.
Ende Januar 2017 unterzeichnete Fazzini beim HC Lugano einen neuen Vertrag bis 2020, der in der Folge mehrfach verlängert wurde.

### International
Im Februar 2017 erhielt er sein erstes Aufgebot für die Schweizer A-Nationalmannschaft, nachdem er in den Vorjahren bereits in der U16, U17, U18, U19 und U20 Länderspielerfahrung gesammelt hatte. Im Juniorenbereich hatte der Stürmer an der U18-Junioren-Weltmeisterschaft 2013 und U20-Junioren-Weltmeisterschaft 2015 teilgenommen.

## Erfolge und Auszeichnungen
- 2016 Schweizer Vizemeister mit dem HC Lugano
- 2018 Schweizer Vizemeister mit dem HC Lugano
- 2018 NL Media Most Improved Player

## Karrierestatistik
Stand: Ende der Saison 2024/25

### International
Vertrat die Schweiz bei:
- U18-Junioren-Weltmeisterschaft 2013
- U20-Junioren-Weltmeisterschaft 2015

(Legende zur Spielerstatistik: Sp oder GP = absolvierte Spiele; T oder G = erzielte Tore; V oder A = erzielte Assists; Pkt oder Pts = erzielte Scorerpunkte; SM oder PIM = erhaltene Strafminuten; +/− = Plus/Minus-Bilanz; PP = erzielte Überzahltore; SH = erzielte Unterzahltore; GW = erzielte Siegtore; 1 Play-downs/Relegation; Kursiv: Statistik nicht vollständig)